# رامتان
رامتان آژانس خبری فلسطینی است این شبکه در کرانهٔ باختری و نوار غزه فعالیت دارد. این خبرگزاری از جمله بزرگ‌ترین سازمان‌های خبری فلسطینی با بیش از ۲۰۰ کارمند است و بیش از ده سال است که تأسیس شده است.